# Rivierans guldgossar (musikal)
Rivierans guldgossar (Dirty Rotten Scoundrels) är en amerikansk musikal  skriven av David Yazbek, uruppförd i New York 2005. Musikalen är baserad på filmen Rivierans guldgossar.
Musikalen hade svensk premiär den 20 september 2007 på Cirkus i Stockholm, där den spelades till och med mars 2008. Medverkade gjorde bland andra Loa Falkman (senare utbytt mot Tommy Körberg), Robert Gustafsson och Suzanne Reuter.